# Переделкинское кладбище
Переделкинское кладбище — кладбище вблизи платформы Переделкино, литературный некрополь.
Расположено на высоком берегу реки Сетунь. Исстари бывшее подмосковным, с расширением Москвы в 2012 году оказалось на территории города. Адрес: Западный административный округ, район Ново-Переделкино, 7-я улица Лазенки.

## История
Год основания неизвестен, существовало, как кладбище села Лукино, по крайней мере с XVII века.

Монумент павшим в годы Великой Отечественной войны жителям с. Лукино

После создания в 1934 году неподалёку от кладбища дачного посёлка писателей Переделкино здесь стали хоронить поселковых жителей. С 1960-х годов на кладбище стал складываться писательский некрополь, в настоящее время считается одним из наиболее знаменитых литературных некрополей России. Здесь находятся могилы Бориса Пастернака, Корнея Чуковского, Арсения Тарковского, Роберта Рождественского, Евгения Евтушенко, автора стихотворения «Коммунисты, вперёд!» Александра Межирова, автора русского текста стихотворения «Журавли» Наума Гребнева, автора слов «Песни о друге» («Если радость на всех одна…») Григория Поженяна, Валентина Устинова, руководителей Союза советских писателей Вадима Кожевникова, Егора Исаева, Сергея Сартакова, Генерального директора Русского ПЕН-центра (1994—2007) поэта Александра Ткаченко, прозаика и предполагаемого автора первой части трилогии Л. И. Брежнева «Малая Земля» Аркадия Сахнина и др.
На кладбище установлен кенотаф Андрея Тарковского.
Здесь предполагалось похоронить Андрея Вознесенского, считавшего Б. Пастернака своим наставником и кумиром, но впоследствии похороны прошли на Новодевичьем кладбище, где похоронены родители поэта.
На кладбище похоронены Герои Советского Союза Н. П. Бабанаков, А. П. Косицын и А. П. Мартынов, имеется памятник жителям села Лукино, погибшим в годы Великой Отечественной войны, и участок захоронений старых большевиков, живших в устроенном в 1922 году санатории поблизости (ныне — геронтологический центр), могила Мэри Рид (1897—1972) — журналиста-международника, поэта и переводчика, апологета социализма, пережившей блокаду Ленинграда.
На кладбище похоронены Герой Социалистического Труда И. В. Комзин, член-корреспондент АН СССР пушкинист Д. Д. Благой, академик АМН СССР С. М. Навашин, певец князь Михаил Волконский, народный артист СССР Иосиф Раевский, скульптор Вадим Сидур, художник Кирилл Соколов, дипломат А. П. Мовчан, гроссмейстер Ефим Геллер и призёр Олимпийских игр волейболистка Марита Катушева, члены семей писателей — жена Н. С. Тихонова М. К. Неслуховская.
Могилы Пастернака и Чуковского признаны объектами культурного наследия.
| Логотип конкурса «Вики любит памятники» | Объект культурного наследия: № 5010238000 |

| Логотип конкурса «Вики любит памятники» | Объект культурного наследия: № 5000315000 |

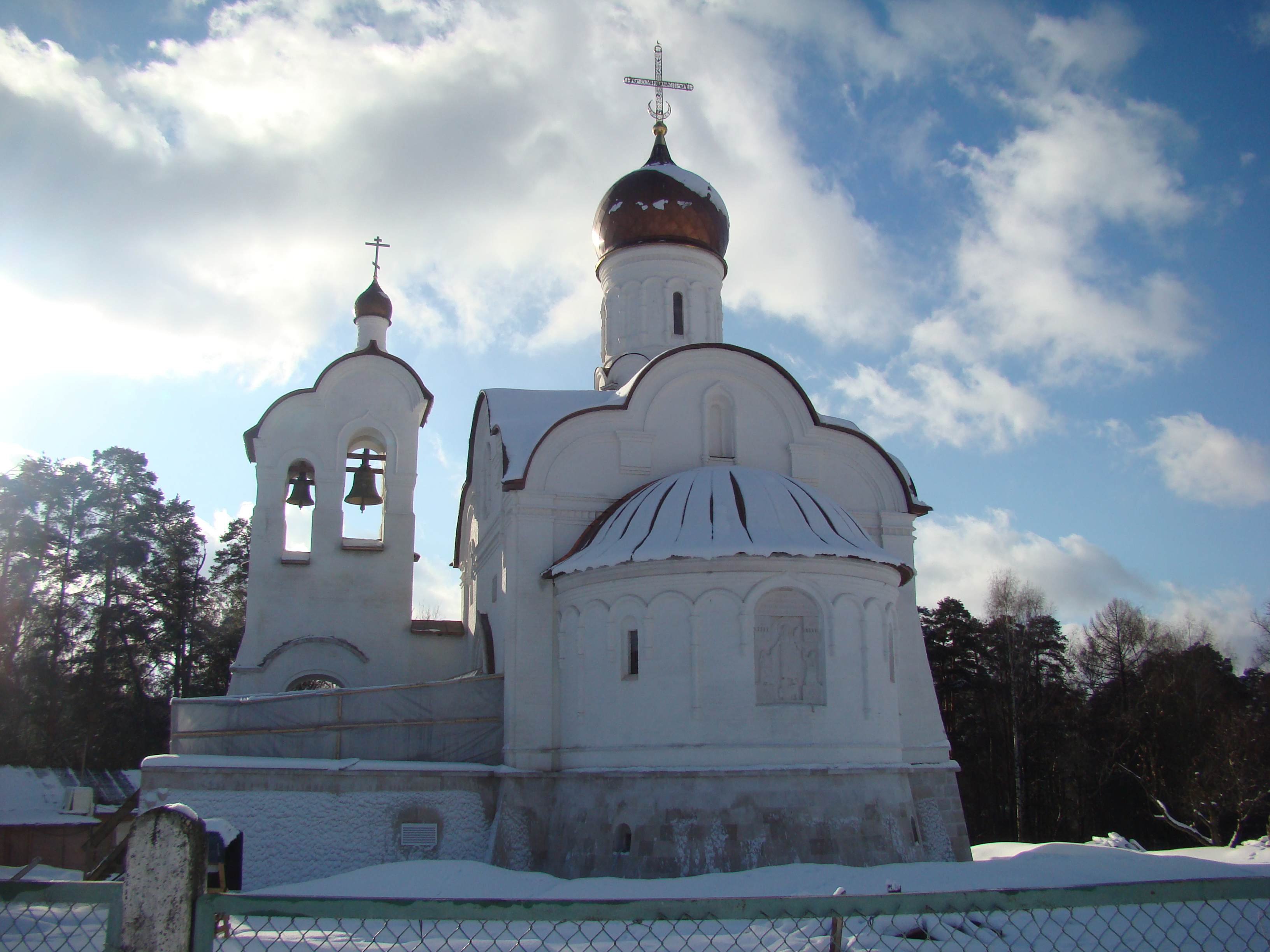

С 2007 года рядом с кладбищем возводится храм Воскресения Христова.

## Кладбище в литературе

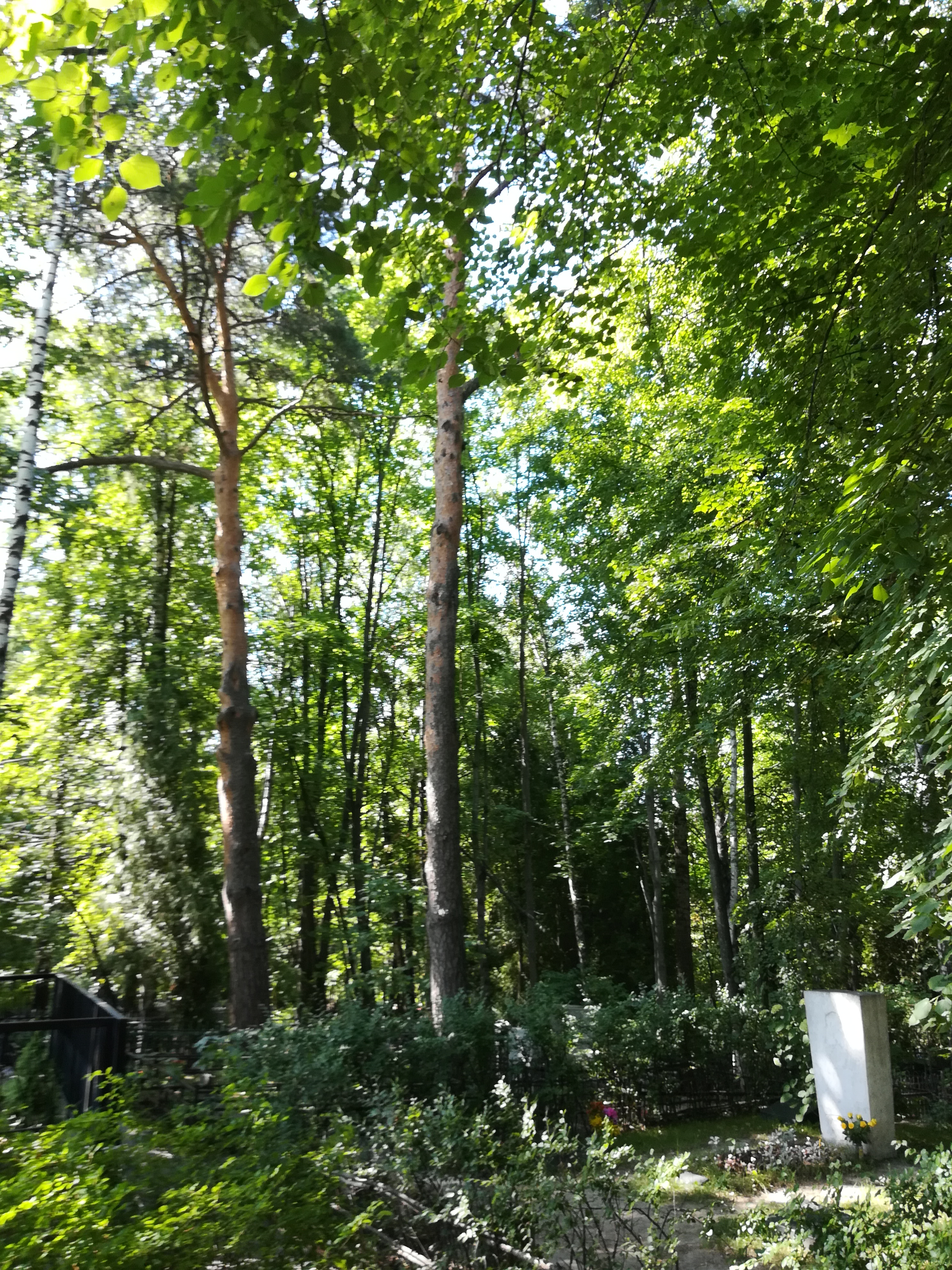
Сосны у места захоронения Бориса Пастернака (белый обелиск)

Три сосны, под которыми был похоронен Борис Пастернак, воспеты во многих стихотворениях. В 1985 году ближняя к могиле рухнула, угрожая разбить памятник, и её спилили, а в 1990 году выкорчевали и её пень.

## Известные захоронения
См. категорию Похороненные на Переделкинском кладбище
- Авдеенко, Александр Остапович — писатель[15][16]
- Алексеев, Михаил Николаевич — писатель,  уч. 15[15]
- Алигер, Маргарита Иосифовна — поэтесса, переводчица[15][16]
- Асмус, Валентин Фердинандович — философ[15][17]
- Бахнов, Владлен Ефимович (1924—1994) — поэт, журналист, драматург, сценарист[16]
- Бахшуни, Абрам (1914—2002)[18] — армянский поэт
- Благой, Дмитрий Дмитриевич — литературовед-пушкинист, член-корреспондент АН СССР[17]
- Боков, Виктор Фёдорович — поэт[16]
- Вирта, Николай Евгеньевич — писатель[15]
- Владимов, Георгий Николаевич — писатель[19]
- Геллер, Ефим Петрович — гроссмейстер[16]
- Глушкова, Татьяна Михайловна — поэтесса[16]
- Голенищев-Кутузов, Илья Николаевич — поэт, литературовед, переводчик
- Голосовкер, Яков Эммануилович — прозаик[16]
- Гребнев, Наум Исаевич — поэт-переводчик[20]
- Давыдов, Зиновий Самойлович — писатель
- Давыдов, Юрий Владимирович — писатель[16][19]
- Доризо, Николай Константинович — поэт[16]
- Евтушенко, Евгений Александрович — поэт, прозаик, режиссёр[16]
- Зак, Авенир Григорьевич — драматург[17]
- Зверев, Илья Юрьевич — писатель[17]
- Звягинцева, Вера Клавдиевна — поэтесса
- Ивинская, Ольга Всеволодовна — писательница, переводчица, подруга и муза Бориса Пастернака[16]
- Исаев, Егор Александрович — поэт и публицист[16],
- Караганов, Александр Васильевич — литературовед, кинокритик[16]
- Карпеко, Владимир Кириллович — поэт[16]
- Карякин, Юрий Фёдорович — литературовед, публицист, общественный деятель[16]
- Кобенков, Анатолий Иванович — поэт[16]
- Кожевников, Вадим Михайлович — писатель, [15]
- Комзин, Иван Васильевич — гидростроитель, генерал-майор-инженер, профессор, [15]
- Косицын, Александр Павлович — юрист, генерал-майор, профессор,
- Лещенко-Сухомлина, Татьяна Ивановна — певица, литератор, переводчица[16]
- Липкин, Семён Израилевич — поэт, переводчик[16]
- Лифшиц, Владимир Александрович — поэт
- Межиров, Александр Петрович — поэт[16]
- Микаэлян, Маргарита Исааковна (1927—2004) — театральный и кинорежиссёр, сценарист[16]
- Нариньяни, Семён Давыдович — писатель-сатирик[16]
- Панченко, Николай Васильевич (1924—2005) — поэт[16]
- Пастернак, Борис Леонидович — поэт, писатель, лауреат Нобелевской премии по литературе[19]
- Пастернак, Евгений Борисович — литературовед, сын Б. Л. Пастернака[16]
- Перовская, Ольга Васильевна — писательница[17]
- Поженян, Григорий Михайлович — поэт[16]
- Прилежаева, Мария Павловна — писательница[16]
- Раевский, Иосиф Моисеевич — советский российский актёр, театральный режиссёр, педагог. Народный артист СССР[17]
- Рид, Мэри — журналист-международник, поэт и переводчик, апологет социализма. Пережила блокаду Ленинграда[17].
- Рождественский, Роберт Иванович — поэт[16]
- Сартаков, Сергей Венедиктович — российский советский писатель, один из высших руководителей СП СССР, [16]
- Сахнин, Аркадий Яковлевич (1910—1999) — прозаик, публицист, очеркист, предполагаемый автор первой части трилогии Л. И. Брежнева — «Малая Земля»[16]
- Серебрякова, Галина Иосифовна — писательница[17]
- Сидур, Вадим Абрамович — скульптор, поэт[16]
- Спириденко, Николай Николаевич — режиссёр[17]
- Степанов, Николай Леонидович — литературовед
- Тарковский, Арсений Александрович — поэт[16][19]
- Тихомиров, Александр Борисович — поэт[15]
- Ткаченко, Александр Петрович — поэт, Генеральный директор Русского ПЕН-центра (1994—2007)[16]
- Тоом, Леон Валентинович[21] — поэт, переводчик
- Устинов, Валентин Алексеевич — поэт, президент Академии поэзии (1998—2015)[16]
- Чуковская, Лидия Корнеевна — писательница[16]
- Чуковская, Елена Цезаревна — советский и российский химик и литературовед[16]
- Чуковский, Корней Иванович — писатель[19]
- Шток, Исидор Владимирович — драматург
- Щекочихин, Юрий Петрович — журналист[16][19]

## Галерея известных захоронений

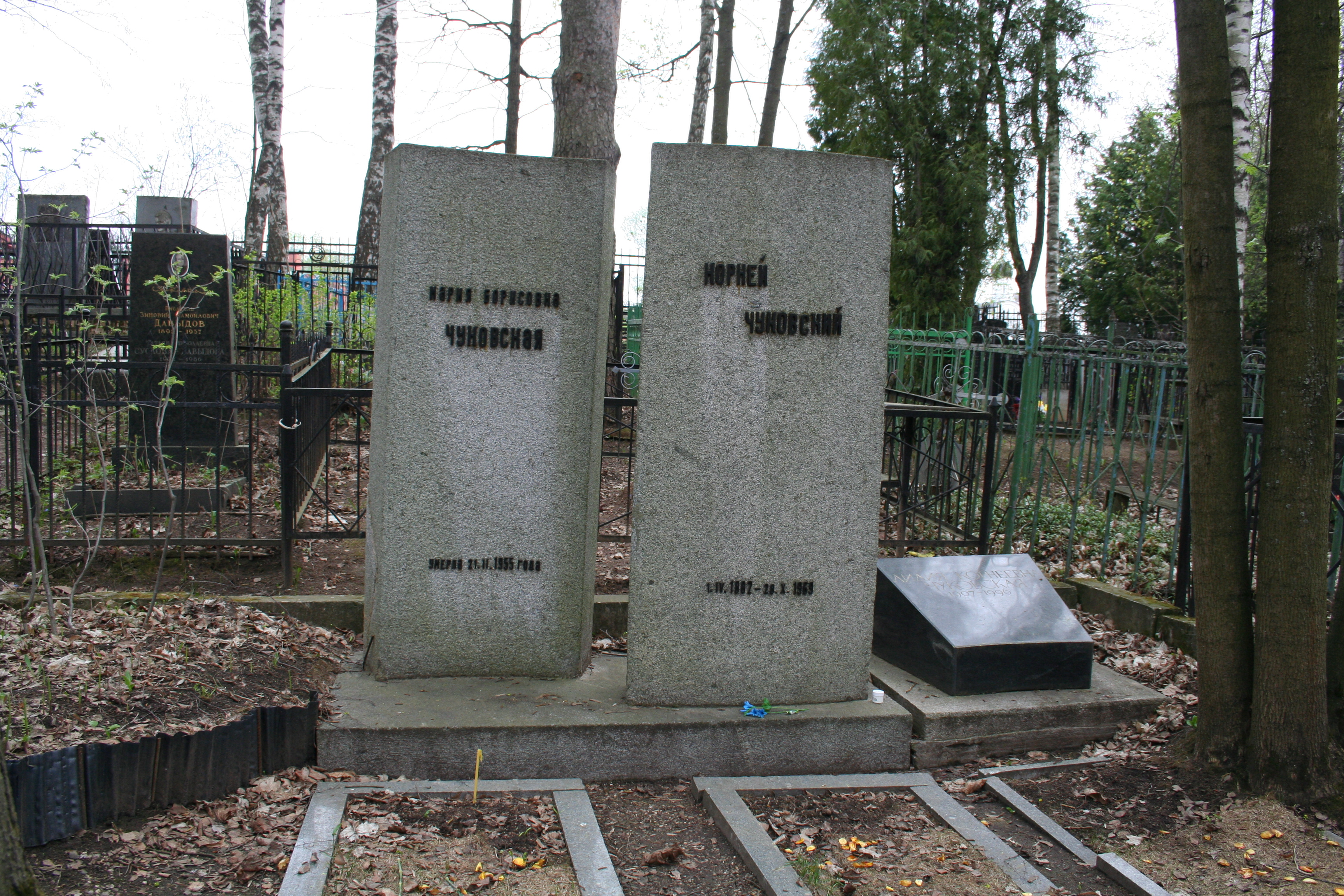
Корней и Мария Чуковские
Андрей (крест-кенотаф ) и Арсений Тарковские
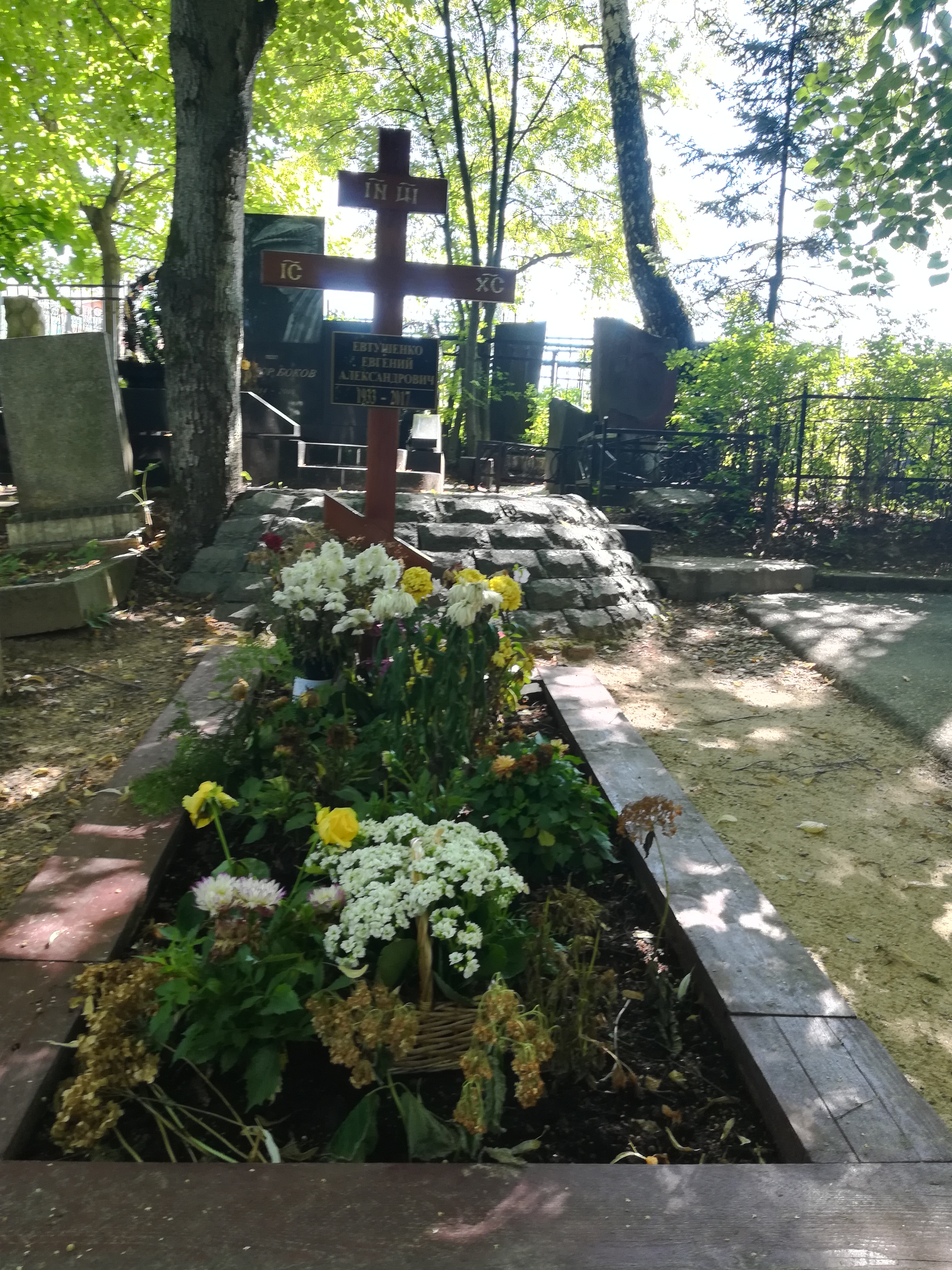
Е. Евтушенко
Р. Рождественский
Борис Пастернак